# Sergei Pawlowitsch Urussewski
Sergei Pawlowitsch Urussewski (russisch Сергей Павлович Урусевский; * 10. Dezemberjul. / 23. Dezember 1908greg. in Sankt Petersburg; † 12. November 1974 in Moskau) war ein sowjetischer Kameramann und Regisseur.

## Leben
Urussewski absolvierte 1929 das Künstlerisch-industrielle Technikum in Leningrad (Ленинградский художественно-промышленный техникум) und studierte anschließend bis 1935 am Institut der darstellenden Künste (Московский институт изобразительных искусств, dem späteren Surikow-Kunstinstitut) in Moskau, unter anderem in der Meisterklasse von Wladimir Faworski.
Ab 1935 arbeitete er als Kameraassistent, seit 1941 dann als Kameramann beim Moskauer Kinderfilmstudio Sojusdetfilm (Союздетфильм), dem späteren Gorki-Filmstudio. Während des Großen Vaterländischen Krieges war er 1942/43 als Frontkameramann eingesetzt.
Nach zwei erfolgreichen Arbeiten mit Regisseur Mark Donskoi (für Erziehung der Gefühle wurde Urussewski 1948 im Kollektiv mit dem Stalinpreis ausgezeichnet) wechselte er 1950 vom Gorki-Filmstudio zu Mosfilm. Dort arbeitete er zunächst mit Juli Raisman; für dessen Ritter des Goldenen Sterns erhielt Urussewski 1952 erneut im Kollektiv den Stalinpreis. Ebenfalls 1952 führte er die Kamera bei Wsewolod Pudowkins letztem Film Drei Menschen. 1956 filmte er Grigori Tschuchrais Regiedebüt Der letzte Schuß, das 1957 in Cannes einen Spezialpreis erhielt.
Besonders erfolgreich war aber seine 1955 begonnene Zusammenarbeit mit Michail Kalatosow. Ihr zweiter gemeinsamer Film, Die Kraniche ziehen, erhielt 1958 die Goldene Palme bei den Filmfestspielen in Cannes, und Urussewski wurde für seine eindrucksvolle Kameraarbeit mit dem Preis der Commission Supérieure Technique ausgezeichnet. Die vierte und letzte Arbeit mit Kalatosow, Ich bin Kuba (1964), wurde von den Zeitgenossen zunächst kritisch aufgenommen und erst 30 Jahre später in den USA wiederentdeckt. Der Film lief 1993 auf dem San Francisco International Film Festival, 1996 war er für einen Independent Spirit Award nominiert und gewann einen Spezialpreis der National Society of Film Critics, und 2005 kam eine restaurierte Fassung mit spanischem Originalton in die Kinos.
Nach dem Ende der Zusammenarbeit mit Kalatosow wechselte Urussewski ins Regiefach. 1968 drehte er Abschied von Gulsary nach einer Erzählung von Tschingis Aitmatow, der auch das Drehbuch verfasste. 1973 folgte seine letzte Arbeit, der Film Sing dein Lied, Dichter über das Leben des Poeten Sergei Jessenin.

## Filmographie
als Kameramann:
- 1941: Wie sich Iwan Iwanowitsch mit Iwan Nikiforowitsch verfeindete (Как поссорился Иван Иванович с Иваном Никифоровичем) – Regie: Andrei Kustow und Anissim Masur
- 1945: Zweikampf (Поединок) – Regie: Wladimir Legoschin
- 1946: Sinegorija (Синегория) – Regie: Erast Garin und Chesja Lokschina
- 1947: Erziehung der Gefühle (Сельская учительница) – Regie: Mark Donskoi
- 1949: Алитет уходит в горы – Regie: Mark Donskoi
- 1950: Ritter des Goldenen Sterns (Кавалер Золотой Звезды) – Regie: Juli Raisman
- 1952: Drei Menschen (Возвращение Василия Бортникова) – Regie: Wsewolod Pudowkin
- 1955: Meine Frau (Урок жизни) – Regie: Juli Raisman
- 1955: Der erste Zug (Первый эшелон) – Regie: Michail Kalatosow
- 1956: Der letzte Schuß (Сорок первый) – Regie: Grigori Tschuchrai
- 1957: Die Kraniche ziehen (Летят журавли) – Regie: Michail Kalatosow
- 1959: Ein Brief, der nicht abging (Неотправленное письмо) – Regie: Michail Kalatosow
- 1964: Ich, Kuba / Ich bin Kuba (Я – Куба) – Regie: Michail Kalatosow

als Regisseur und Kameramann:
- 1969: Abschied von Gulsary (Бег иноходца)
- 1973: Sing dein Lied, Dichter (Пой песню, поэт…)